# Eptesicus tatei
Eptesicus tatei är en fladdermusart som beskrevs av Ellerman och Morrison-Scott 1951. Eptesicus tatei ingår i släktet Eptesicus och familjen läderlappar. IUCN kategoriserar arten globalt som otillräckligt studerad. Inga underarter finns listade i Catalogue of Life.
Artpitetet i det vetenskapliga namnet hedrar den amerikanska zoologen George Henry Hamilton Tate.
Denna fladdermus förekommer i en mindre region i nordöstra Indien (norra Västbengalen) nära gränsen till Nepal. Individer fångades i bergsskogar.
Arten har cirka 43 mm långa underarmar. Kroppen är täckt med lång och tät päls som har en svartaktig färg. Huvudet kännetecknas av avrundade öronen samt av en hjärtformig grop bakom näsborrarna.